# 파니 핑크 (음악 그룹)
파니 핑크(Fanny Fink)는 대한민국의 모던 록 밴드이다. 묘이(보컬)와 재목(프로그래밍)으로 구성되어 있다.

## 음악 활동
교수의 권유로 《유재하 음악 경연대회》를 준비하며, 기타의 조계륭을 만나게 된다. 묘이와 재목 그리고 계륭은 일년 동안 같이 음악활동을 해오다 개인 사정으로 인해 기타의 계륭이 팀에서 나가게 되자, 2005년에 기타리스트인 영빈이 새롭게 합류하면서 파니 핑크의 본격적인 음악활동이 시작된다. 이들은 16회《유재하 음악 경연대회》에서 동상을 수상하며 많은 이들에게 이름을 알렸으며, 꾸준한 공연활동과 음악작업의 결과물로 2007년 1월 23일에 드디어 정규 1집을 발매하기에 이른다.이후 3년 간의 공백기를 치르게 되는데, 2009년에 영빈이 개인 사정으로 인해 팀에서 나가게 되자, 파니 핑크는 처음 결성 당시의 2인조 구성으로 돌아가게 된다.

## 발매 앨범
- Mr. Romance(정규 1집)
- Snow Drop(디지털 싱글)
- 7 Moments(정규 2집)
- 가장 아픈 사랑(디지털 싱글)

## 참여 앨범
- 사랑의 단상 Chapter 1 : With or without you
- 식객 OST
- 매리대구공방전 OST
- 결코 끝나지 않을 우리들의 이야기

## 서적
- 《조금씩 가까이 너에게(파스텔뮤직 에세이북)》. 북클라우드. 2012년 10월 10일. ISBN 978-89-93357-88-2.